# Günther Maleuda
Günther Maleuda (Alt Beelitz, 20 gennaio 1931 – Bernau bei Berlin, 18 luglio 2012) è stato un politico tedesco, membro del Partito Democratico Rurale di Germania e presidente della Camera del popolo dal 1989 al 1990.

## Biografia
Maleuda nacque in una famiglia operaia. La sua città natale, Alt Beelitz dopo la guerra è stata inclusa in Polonia. Nella sua città dal 1945 al 1947 ha svolto l'attività di bracciante agricolo, dove lavorava in una tenuta agricola polacca, prima che la sua famiglia si trasferì in Turingia. Si è laureato negli anni di studio 1948-1950 nell'insegnamento agricolo a Henfstädt e nella VEG Meiningen, ha poi frequentato dal 1950 al 1952 la Scuola tecnica per l'agricoltura a Weimar, dove si è diplomato geometra. Dal 1952 al 1955 ha frequentato l'Accademia Tedesca di Giurisprudenza e Scienze Politiche a Potsdam, con un Diploma in Economia.
Dopo di che, è stato Direttore del Dipartimento del Distretto di Confine di Potsdam e poi dal 1957 al 1967 Vicepresidente del Consiglio del circondario di Königs Wusterhausen per l'agricoltura e Vicepresidente del Consiglio del Distretto per l'agricoltura. Inoltre, ha completato negli anni 1965-1967 ha studiato presso l'Università Humboldt di Berlino, durante il quale ha tenuto una tesi sulla graduale socializzazione della produzione in cooperative di produzione agricola (GPL) e si è laureato con un dottorato in Dottore agrario. Dal 1967 al 1976 è stato Vicepresidente del Consiglio per la produzione agricola e l'industria alimentare nel Distretto di Potsdam, dal 1975 Capo del Consiglio del Distretto di Potsdam.

## Partito
Dal 1950 al giugno 1990 è stato membro del Partito Democratico Rurale di Germania (DBD). Dal 1976 al 1982 è stato Presidente del Consiglio distrettuale di Halle (Saale) per il DBD e membro del Distretto del Comitato del Fronte Nazionale della RDT. Nel 1972 è stato candidato alla direzione del partito, nel 1977 e divenuto membro dell'Ufficio di presidenza, nel 1982 è stato segretario del comitato del partito, nel 1984 Vicepresidente e dal 27 marzo 1987 come successore di Ernst Mecklenburg a Presidente del DBD.
Con la fusione del DBD e la CDU della RDT, ha criticato questo passaggio, avvenuto il 25 giugno 1990. La presidenza nel partito del DBD non entrava nella sua appartenenza alla CDU.

## Vita privata
Günther Maleuda era aconfessionale. Era sposato e aveva 3 figli. È morto dopo una lunga malattia il 18 luglio 2012.